# DOS
DOS (angleška kratica za Disk operating system) je družina operacijskih sistemov za IBM PC in kompatibilne mikroračunalnike, v katero spadajo PC-DOS, MS-DOS, DR-DOS, FreeDOS, OpenDOS ter mnogo drugih. Od teh je najbolj popularen Microsoftov MS-DOS.
MS-DOS (ter IBM PC-DOS) sta naslednika operacijskega sistema QDOS (Quick and Dirty Operating System znan tudi kot SCP-DOS), ki je bil sam na neki način naslednik operacijskega sistema CP/M (Command Processor / (for) Microcomputers).